# Dominique C. Fabronius
Dominique Christian Fabronius (* 20. Januar 1828 im südlichen Teil des Königreichs der Vereinigten Niederlande (ab 1830 Belgien); † 26. Februar 1907 in Chicago, Illinois) war ein US-amerikanischer Maler und Lithograf.

## Leben

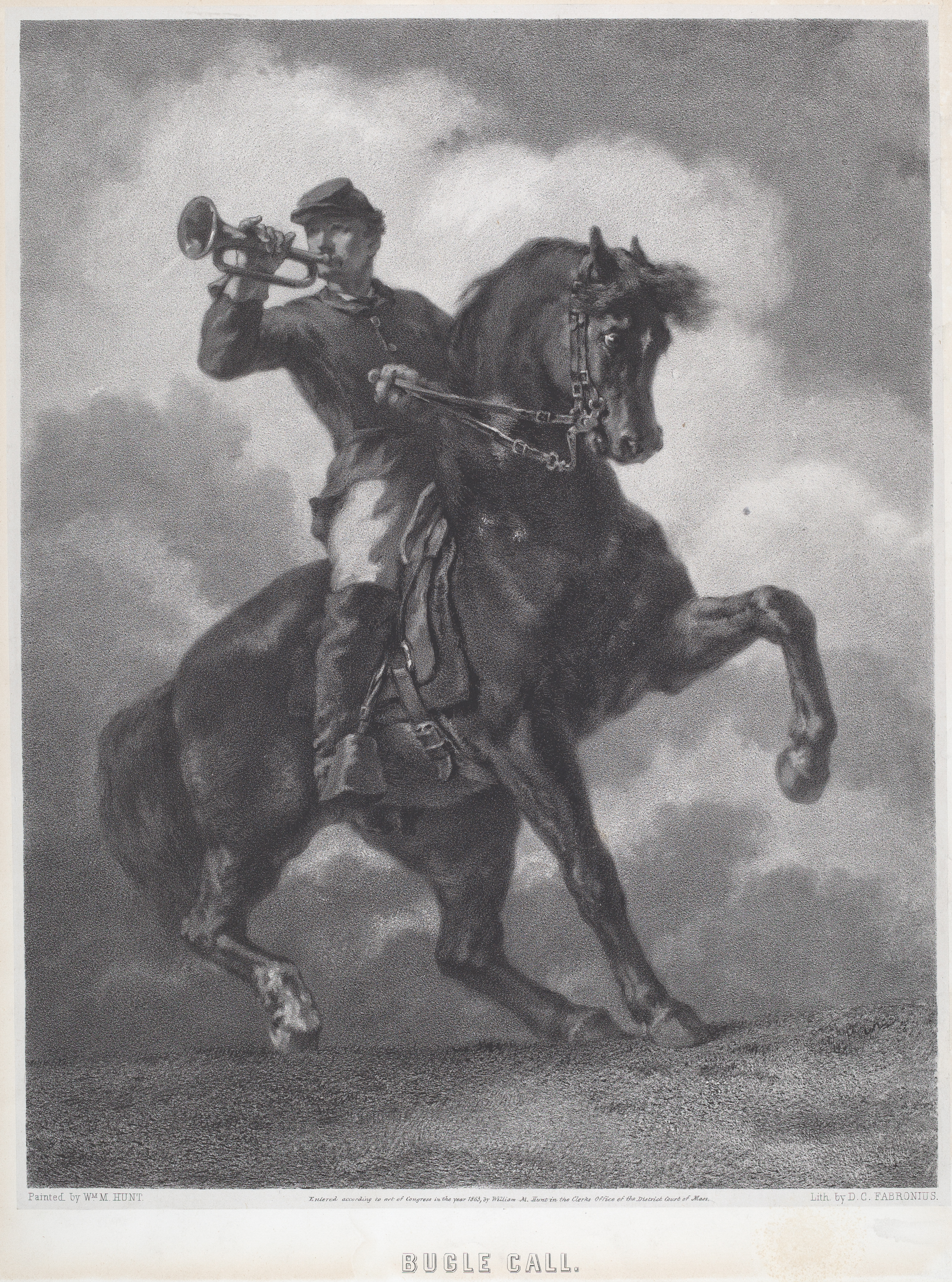
Bugle Call, Lithografie nach dem Gemälde von William Morris Hunt, 1863

Dominique Christian Fabronius war wahrscheinlich verwandt mit den Lithografen (David) Christian Fabronius (* 1804 oder 1805 im Königreich Preußen) und Bartholomeus Fabronius (* 26. Dezember 1808 in Köln; † nach 1866), beide Neffen des Lithografen Alois Senefelder, die 1837 in den Fall einer Banknotenfälschung in Lüttich verwickelt waren.

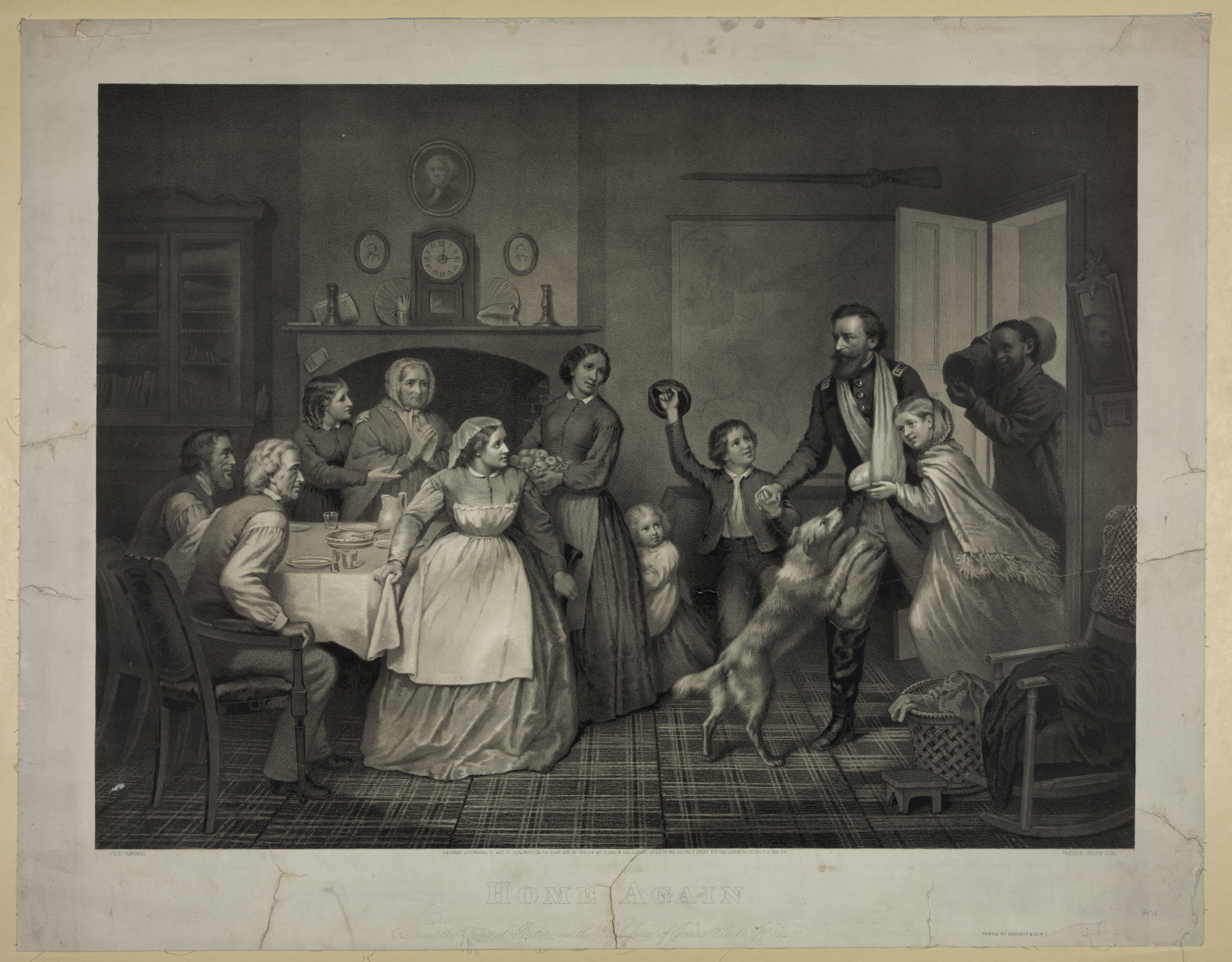
Home again/The Hero’s Return, Lithografie nach dem Gemälde von Trevor McClurg, 1866

Vermutlich erhielt Fabronius eine Ausbildung in England. In den 1850er Jahren ist er in Philadelphia, Pennsylvania, als Lithograf greifbar. Laut dem New Yorker Grafiker Frank Weitenkampf (1866–1962) kam er 1855 dorthin und produzierte für die Etablissements von Peter Stephen Duval und L. N. Rosenthal Porträts. Zwischen 1859 und etwa 1863 war er Partner der Firma Middleton, Strobridge & Company in Cincinnati, Ohio. In Boston arbeitete er für die Verlage Louis Prang & Co., J. H. Bufford, Thomas R. Holland und A. Trochsler. Ab 1865 lebte er in New York City (22 E 14th Street). Dort lieferte er insbesondere Karikaturen und Genreszenen. Von 1868 bis 1870 war er Teilhaber der Firma Fabronius, Gurney & Son in New York City, die Chromolithografien druckte. Von 1871 bis 1873 arbeitete er wieder in Cincinnati. 1873 ist er – mittlerweile als US-Amerikaner naturalisiert – im Erie County, Ohio, greifbar, als er einen Ausweis beantragte. Zwischen 1873 und 1874 reiste Fabronius nach Europa. Im Jahr 1888 arbeitete er als Aquarell-Porträtist in Philadelphia. Um 1890 lebte er in Providence, Rhode Island, als Künstler.